# Horní Savojsko
Horní Savojsko (francouzsky Haute-Savoie) je jedním ze dvou francouzských departementů na území historického alpského Savojska. Hlavní město je Annecy. Před anexí Savojska Francií, z roku 1860, tvořilo území provincii Annecy Sardinského království.

## Geografie
Horní Savojsko je součástí regionu Auvergne Rhône-Alpes. Sousedí s departementy Ain, Savoie a má společnou hranici se Švýcarskem a Itálií.
Ne jeho území o rozloze 4 388 km², v pohoří Masiv Mont Blanc se nachází nejvyšší hora Evropy, Mont Blanc (4 808,45 m). Průměrná nadmořská výška Horního Savojska činí 1 160 m.
Nachází se zde dvě velká jezera Lac Léman (Ženevské jezero) 58 200 ha a Lac d'Annecy 2 700 ha.
20 000 ha departementu tvoří přírodní rezervace, čímž se řadí na první místo ve Francii.

## Administrativní členění
| Arrondissement           | Počet obyvatel (1999) | Rozloha (km²) | Průměrná hustota ob. | Kantony | Obce |
| ------------------------ | --------------------- | ------------- | -------------------- | ------- | ---- |
| Annecy                   | 229,039               | 1262          | 182                  | 10      | 93   |
| Bonneville               | 161,410               | 1558          | 104                  | 10      | 61   |
| Saint-Julien-en-Genevois | 130,874               | 660           | 198                  | 7       | 72   |
| Thonon-les-Bains         | 110,356               | 908           | 122                  | 7       | 68   |

## Podnebí
Horní Savojsko má mírné kontinentální
klima s občasnými středomořskými vlivy.
Zima je většinou studená, ovšem s četnými slunečnými dny. Teploty jsou ovlivněny nadmořskou výškou a zejména polohou. Ve vyšších nadmořských výškách se sněhové srážky vyskytují od prosince do dubna.
Deštivé období přichází zpravidla na jaře a na podzim.
Léto je obvykle teplé a slunečné, s občasnými bouřkami, které mohou zavinit lokální škody.

## Turismus

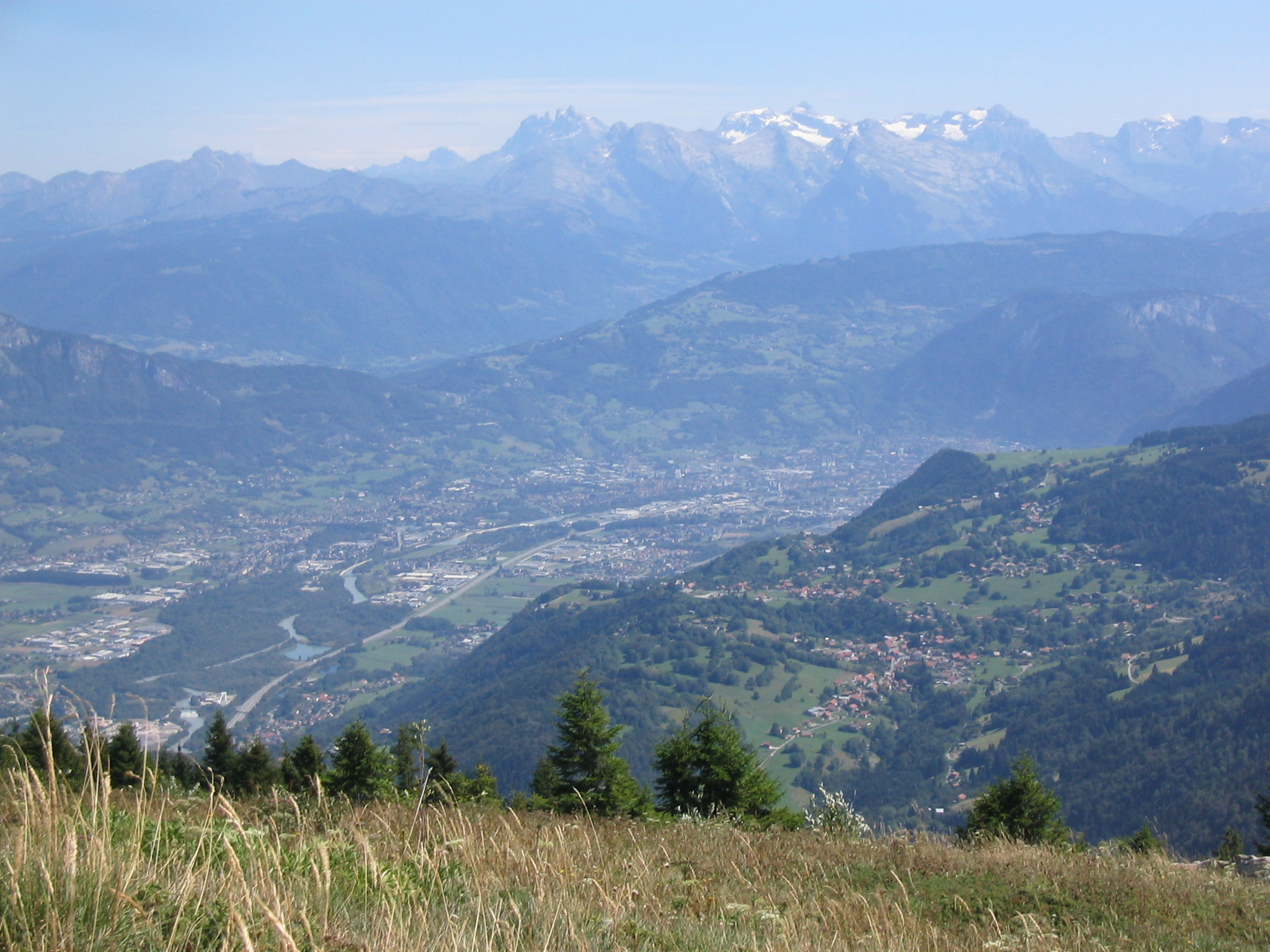
Údolí l'Arve s městem Cluses

Pro Horní Savojsko jsou významné tři druhy turismu:
- letní turismus

Ženevské jezero (největší ve střední Evropě) a jezero Annecy (jedno z nejméně zakalených v Evropě) s přilehlými plážemi poskytují mimořádný panoramatický pohled na okolní hory. V departmentu se nachází celkem 47 pláží. 21 obcí nabízí přístavy pro plachetnice, odkud je možno podnikat vodní projížďky.
Masif Mont-Blanc přitahuje alpinisty a horolezce z celého světa.
Renomovaná lázeňská města Evian-les-Bains, Thonon-les-Bains a Saint-Gervais-les-Bains přivítají každoročně množství návštěvníků.
- zimní turismus

Čtyři lyžařské oblasti Portes du Soleil, Grand Massif, Aravis a Mont Blanc, s 49 lyžařskými středisky nabízí veškeré zimní sportovní vyžití. Nejprestižnějšími jsou Chamonix, Morzine, Megève, La Clusaz a Saint-Gervais-les-Bains, jež jsou určeny zejména pro bohatou domácí a zahraniční klientelu. Další lyžařská střediska jsou: Les Carroz d'Arâches, Les Contamines-Montjoie, Les Gets, Les Houches, Châtel, Samoëns, Le Grand-Bornand, Combloux, Flaine a Avoriaz. Tyto všechny nabízí vysokou kvalitu pro provozování zimních sportů.
- obchodní turismus.

## Doprava
- Silnice:
  - dálnice (A40 a A41): 180 km (zpoplatněny)
  - routes nationales (silnice 1. třídy): 392 km
  - routes départementales (okresní silnice): 2 493 km
- Letiště:
  - v Horním Savojsku: Annecy - Annemasse - Megève
  - v přilehlých oblastech: Genève-Cointrin - Lyon-Satolas - aéroport de Chambéry
- Vlaky:
  - velká nádraží: Annecy - Annemasse
  - ostatní důležitá nádraží: La Roche-sur-Foron - Bonneville - Cluses - Sallanches - Le Fayet - Rumilly - Seyssel - Thonon-les-Bains

## Místa
- Annecy
- Mont Blanc
- Chamonix-Mont-Blanc